# تارتغال
تارتغال مدينة أرجنتينية عاصمة مقاطعة جنارال خوسيه دي سان مارتين التي تقع في محافظة سارتا . يبلغ عدد سكان المدينة 70.000 نسمة . تبعد عن العاصمة بوينس آيرس مسافة 1763 كم .

## المناخ
يظهر الجدول التالي التغييرات المناخية على مدار السنة لتارتغال:
| البيانات المناخية لـتارتغال                                 | البيانات المناخية لـتارتغال | البيانات المناخية لـتارتغال | البيانات المناخية لـتارتغال | البيانات المناخية لـتارتغال | البيانات المناخية لـتارتغال | البيانات المناخية لـتارتغال | البيانات المناخية لـتارتغال | البيانات المناخية لـتارتغال | البيانات المناخية لـتارتغال | البيانات المناخية لـتارتغال | البيانات المناخية لـتارتغال | البيانات المناخية لـتارتغال | البيانات المناخية لـتارتغال |
| الشهر                                                       | يناير                       | فبراير                      | مارس                        | أبريل                       | مايو                        | يونيو                       | يوليو                       | أغسطس                       | سبتمبر                      | أكتوبر                      | نوفمبر                      | ديسمبر                      | المعدل السنوي               |
| ----------------------------------------------------------- | --------------------------- | --------------------------- | --------------------------- | --------------------------- | --------------------------- | --------------------------- | --------------------------- | --------------------------- | --------------------------- | --------------------------- | --------------------------- | --------------------------- | --------------------------- |
| الدرجة القصوى °م (°ف)                                       | 42.2 (108.0)                | 42.6 (108.7)                | 39.4 (102.9)                | 37.5 (99.5)                 | 36.8 (98.2)                 | 34.7 (94.5)                 | 37.7 (99.9)                 | 41.0 (105.8)                | 43.0 (109.4)                | 44.3 (111.7)                | 44.8 (112.6)                | 42.6 (108.7)                | 44.8 (112.6)                |
| متوسط درجة الحرارة الكبرى °م (°ف)                           | 31.7 (89.1)                 | 30.7 (87.3)                 | 29.1 (84.4)                 | 25.5 (77.9)                 | 22.7 (72.9)                 | 21.0 (69.8)                 | 22.1 (71.8)                 | 25.5 (77.9)                 | 28.2 (82.8)                 | 31.4 (88.5)                 | 31.7 (89.1)                 | 32.0 (89.6)                 | 27.6 (81.7)                 |
| المتوسط اليومي °م (°ف)                                      | 25.2 (77.4)                 | 24.4 (75.9)                 | 24.4 (75.9)                 | 20.2 (68.4)                 | 17.2 (63.0)                 | 14.9 (58.8)                 | 14.6 (58.3)                 | 17.4 (63.3)                 | 20.2 (68.4)                 | 23.9 (75.0)                 | 24.6 (76.3)                 | 25.3 (77.5)                 | 21.0 (69.8)                 |
| متوسط درجة الحرارة الصغرى °م (°ف)                           | 20.6 (69.1)                 | 20.0 (68.0)                 | 19.6 (67.3)                 | 17.0 (62.6)                 | 13.2 (55.8)                 | 10.7 (51.3)                 | 9.1 (48.4)                  | 10.6 (51.1)                 | 13.2 (55.8)                 | 17.5 (63.5)                 | 18.8 (65.8)                 | 20.3 (68.5)                 | 15.9 (60.6)                 |
| أدنى درجة حرارة °م (°ف)                                     | 11.3 (52.3)                 | 11.2 (52.2)                 | 8.0 (46.4)                  | 4.5 (40.1)                  | 2.0 (35.6)                  | −2.6 (27.3)                 | −5.9 (21.4)                 | −5.4 (22.3)                 | 0.4 (32.7)                  | 2.4 (36.3)                  | 7.8 (46.0)                  | 10.2 (50.4)                 | −5.9 (21.4)                 |
| الهطول مم (إنش)                                             | 200.2 (7.88)                | 182.8 (7.20)                | 187.7 (7.39)                | 65.3 (2.57)                 | 22.0 (0.87)                 | 6.7 (0.26)                  | 3.6 (0.14)                  | 5.1 (0.20)                  | 15.1 (0.59)                 | 45.0 (1.77)                 | 110.0 (4.33)                | 176.4 (6.94)                | 1٬019٫9 (40.15)             |
| متوسط أيام هطول الأمطار (≥ 0.1 mm)                          | 11.6                        | 11.1                        | 11.7                        | 10.5                        | 5.9                         | 3.6                         | 2.2                         | 1.7                         | 2.4                         | 5.1                         | 9.0                         | 11.4                        | 86.2                        |
| متوسط الرطوبة النسبية (%)                                   | 74.3                        | 77.7                        | 82.0                        | 81.9                        | 82.0                        | 77.8                        | 67.4                        | 58.2                        | 52.3                        | 57.7                        | 66.6                        | 67.9                        | 71.1                        |
| المصدر #1: Servicio Meteorológico Nacional                  |                             |                             |                             |                             |                             |                             |                             |                             |                             |                             |                             |                             |                             |
| المصدر #2: Portal Informativo de Salta (humidity 1991–2000) |                             |                             |                             |                             |                             |                             |                             |                             |                             |                             |                             |                             |                             |

## أعلام
- ماتياس بيريز غارسيا
- خافير ميندوزا